# バレーボールケニア男子代表
バレーボールケニア男子代表は、バレーボールの国際大会で編成されるケニアの男子バレーボールナショナルチームである。愛称はワファルム・スターズ。
1964年に国際バレーボール連盟へ加盟。

## 過去の成績

### オリンピックの成績
- 出場なし

### 世界選手権の成績
- 2002年 - アフリカ予選敗退
- 2010年 - アフリカ予選敗退

### アフリカ選手権の成績
- 1987年 - 8位
- 1991年 - 7位
- 1993年 - 7位
- 1995年 - 6位
- 2007年 - 5位
- 2015年 - 8位
- 2017年 - 10位
- 2021年 - 9位
- 2023年 - 9位

## 歴代代表選手
- フィリップ・マイヨ
- デニス・オンソム
- ジェームス・オンテレ
- ゴッドフリー・オクム
- イノック・ソメ